# 1121 Наташа
1121 Ната́ша (1121 Natascha) — астероїд головного поясу, відкритий 11 вересня 1928 року.
Тіссеранів параметр щодо Юпітера — 3,417.